# Edmond Guny
 (décembre 2010).
Si vous disposez d'ouvrages ou d'articles de référence ou si vous connaissez des sites web de qualité traitant du thème abordé ici, merci de compléter l'article en donnant les références utiles à sa vérifiabilité et en les liant à la section « Notes et références ».
Edmond Guny est un athlète français, spécialiste de la marche athlétique de fond, né le 16 juin 1921 à Berlaimont, à la Caserne des Douanes, il est mort en Vendée à Chaillé-les-Marais le 20 octobre 1992, à son domicile.

## Biographie
Il débute dans la marche de grand fond en 1947 au club sportif d'Aulnoye, l'ASA, club créé par Louis Godart (père). Il participe avec son frère jumeau Charles Guny à bon nombre de courses de grand fond qui aboutissent à de très jolis résultats. Parmi toutes ces courses auxquelles il participe, il y a le célèbre Paris-Strasbourg devenu Strasbourg-Paris, la distance de cette épreuve mythique fluctuait entre 515 km et 535 km. Cette compétition extrême, unique au monde, consistait à parcourir 520 km d'une traite : 3 jours et  3 nuits de marche sportive avec, pour seule trève, 4 h de repos obligatoire.  
Il y participe pour la première fois en 1952 et termine 12e sur 13 classés. Il arrive à 19 h 33 min du vainqueur, Albert Seibert. En 1953, les deux frères participent à la course. Il termine 3e en 1953, 3e en 1954, 3e en 1955 et 1956, 2e en 1957 et 1958. C'est en 1959 qu'Edmond gagne cette course et prend le titre de « champion du monde ». L’édition de 1959 fut aussi la dernière avant la longue trêve de la marche de fond (de 1959 à 1970). L'interruption des marches de fond pendant 11 ans lui coûtera quelques victoires et un règne certain dans le marathon de la route.
Il participe également régulièrement aux « 28 heures de Roubaix », de 1954 à 1974. C’est un parcours de 245 kilomètres. Il y aura fait 16 participations et 10 podiums, il n’a jamais remporté cette course. Charles Guny fut classé « champion du monde » à Luxembourg en 1960, à Dieppe en 1961 et Château-Thierry en 1962.
Il est surnommé l'homme de feu car il travaille au laminoir d'Aulnoye. Il doit jongler entre son travail de nuit et la marche. Comme il court dans un club modeste qui n'a pas les moyens de lui donner plusieurs entraîneurs, il constitue l'ensemble de ses entraînements tout seul.
Le 25 septembre 1976, la commune de Berlaimont a décidé de donner le nom et les prénoms des deux coureurs de grand fond, en leur hommage à la salle multisports de leur ville.
En mai 1987, Charles et Edmond ont reçu la médaille d’or des sports. À cette occasion, une cérémonie a eu lieu en la mairie de Berlaimont.

## Galerie

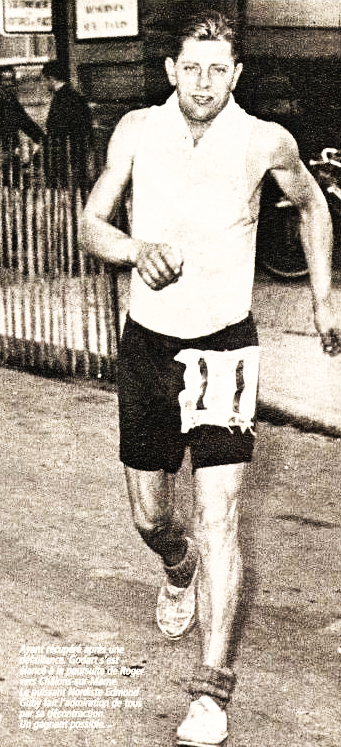
Strasbourg-Paris 1954
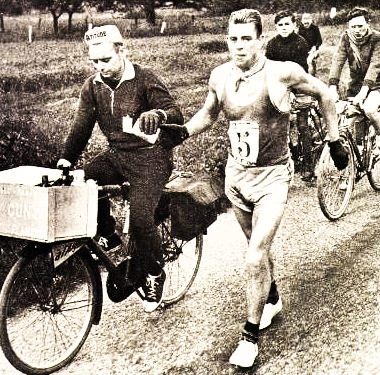
Strasbourg-Paris 1956
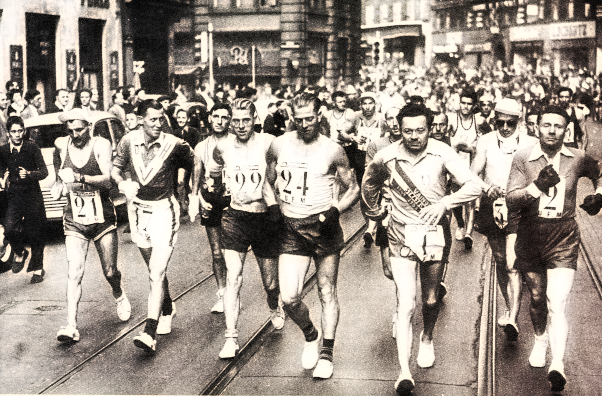
Départ Strasbourg-Paris 1957
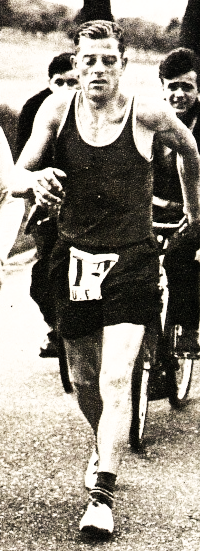
Strasbourg-Paris 1958
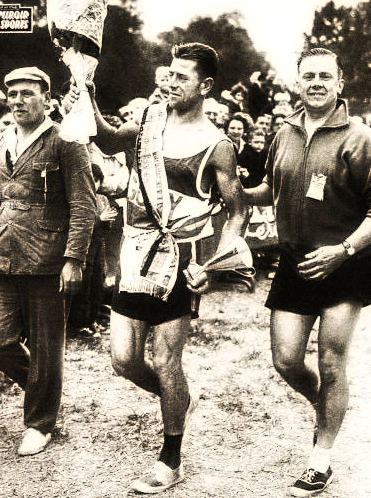
Strasbourg-Paris 1959

## Palmarès

### Les résultats des frères Guny sur Paris-Strasbourg
- 16e Strasbourg-Paris, 12-16 juin 1952. 1er Albert Seibert, 552 km, 75 h 10 min, 12e Edmond Guny, 546 km, 94 h 43 min
- 17e Strasbourg-Paris, 11-14 juin 1953, 1er Gilbert Roger, 515 km, 66 h 50 min, 4e Edmond Guny, 508 km, 77 h 28 min, 15e Charles Guny, 508 km, 91 h 40 min
- 18e Strasbourg-Paris, 11-14 juin 1954, 1er Gilbert Roger, 526 km, 70 h 34 min, 3e Edmond Guny, 513 km, 72 h 11 min, 11e Charles Guny, 513 km, 84 h 23 min
- 19e Strasbourg-Paris, 27-31 mai 1955, 1er Louis Godart fils, 520 km, 71 h 28 min, 3e Edmond Guny, 508 km, 72 h 26 min
- 20e Strasbourg-Paris, 21-25 juin 1956, 1er Gilbert Roger, 522 km, 68 h 31 min, 3e Edmond Guny, 522 km 70 h 55 min, 8e Charles Guny, 522 km, 79 h 59 min
- 21e Strasbourg-Paris, 7-10 juin 1957, 1er Gilbert Roger, 522 km, 69 h 38 min, 2e Edmond Guny, 522 km, 70 h 23 min, 6e Charles Guny, 516 km, 75 h 45 min
- 22e Strasbourg-Paris, 23-26 mai 1958, 1er Gilbert Roger, 537 km, 71 h 13 min, 2e Edmond Guny, 537 km, 72 h 09 min, 7e Charles Guny, 485 km, 72 h 34 min
- 23e Strasbourg-Paris, 15-18 mai 1959, 1er Edmond Guny, 529 km, 70 h 42 min,  7e Charles Guny, 408 km, 72 h 40 min
- 24e Strasbourg-Paris, 4-7 juin 1970, 1er Samy Zaugg, 512 km, 70 h 04 min, 4e Charles Guny, 512 km, 71 h 42 min, 7e Edmond Guny, 478 km, 72 h 47 min
- 25e Strasbourg-Paris, 10-13 juin 1971, 1er Josy Simon, 520 km, 73 h 08 min, 5e Charles Guny, 478 km, 68 h 43 min, 6e Edmond Guny, 478 km, 70 h 45 min
- 26e Strasbourg-Paris, 15-18 juin 1972, 1er Josy Simon, 513 km, 67 h 03 min, 8e Charles Guny, 473 km, 71 h 06 min, 12e Edmond Guny, 379 km

### Quelques Résultats aux épreuves de marche des frères Guny
- Roubaix - 16-17 octobre 1954, 28 heures de Roubaix, 1er Gilbert Roger, 250 km, 3e Edmond Guny 231,6 km, 5e Charles Guny, 228,3 km
- 1954 - Circuit du Nord - 201 km, '1er Edmond Guny, 23 h 35 min
- 1954 - 24 heures dans Paris – 211 km, 1er Edmond Guny
- Roubaix - 17-18 septembre 1955, 28 heures de Roubaix, 1er Gilbert Roger, 248,5 km, 2e Edmond Guny, 237 km, 5e Charles Guny, 224 km
- Roubaix - 15-16 septembre 1956, 28 heures de Roubaix, 1er Gilbert Roger, 245,2 km, 4e Edmond Guny, 230,4 km, 8e Charles Guny, 219 km
- Roubaix - 28 heures de Roubaix 1957, 1er Robert Mayeur, 233,05 km, 3e Charles Guny, 229,4 km, 6e Edmond Guny, 220,375 km
- Roubaix - 28 heures de Roubaix 1958, 1er Marcel Vincent, 233 km, 4e Edmond Guny, 224,4 km, 5e Charles Guny ,217,4 km
- Roubaix - 28 heures de Roubaix 1959, 1er Charles Guny, 228,5 km, 2e Edmond Guny, 221,6 km
- 1959 - Circuit du Nord - 210 km : '1er Edmond Guny, 24 h 00 min
- 1959 - Circuit de l’Est - 203 km : 1er Charles Guny, 24 h 00 min
- Roubaix - 28 heures de Roubaix 1960, 1er Charles Guny 231,4 km, 3e Edmond Guny, 210,2 km
- 1960 - Critérium International de Château Thierry, 1er Charles Guny, 250 km, 28 h 53 min
- 1960 - Circuit de l’Est - 189 km : 1er Edmond Guny, 24 h 00 min
- Roubaix 9-10 septembre 1961, 28 heures de Roubaix, 1er Charles Guny, 234 km, 2e Edmond Guny, 228 km
- Roubaix 1-2 septembre 1962, 28 heures de Roubaix, 1er Louis Lebaquer, 242 km, 2e Edmond Guny, 227 km, 3e Charles Guny, 222 km
- Roubaix 7-8 septembre 1963, 28 heures de Roubaix, 1er Louis Lebaquer, 246 km, 2e Charles Guny, 235,6 km, 3e Edmond Guny, 229,4 km
- Roubaix 18-19 septembre 1965, 28 heures de Roubaix, 1er Louis Lebaquer, 233,8 km, 2e Charles Guny, 219,8 km
- Roubaix 15-16 septembre 1966, 28 heures de Roubaix, 1er Louis Lebaquer, 255,540 km, 2e Charles Guny, 238,740 km
- Roubaix 9-10 septembre 1967, 28 heures de Roubaix, 1er Louis Lebaquer, 215,7 km, 2e Charles Guny, 207,3 km
- Roubaix 14-15 septembre 1968, 28 heures de Roubaix, 1er Louis Lebaquer, 251 km, 3e Charles Guny 224 km
- Roubaix, 28 heures de Roubaix 1969, 1er Gérard Landreau, 222,7 km, 3e Edmond Guny, 206,4 km, 5e Charles Guny, 196,4 km
- Verneuil-sur-Avre/Évreux, 25-26 oct. 1969, Circuit de l'Eure, 1er Louis Lebaquer 150 km, 17 h 01 min 30 s, 4e Edmond Guny, 150 km, 17 h 37 min 57 s, 5e Charles Guny, 150 km, 18 h 07 min 31 s
- Neuilly Plaisance 5 octobre 1969 1er Championnat de France 100 km, 1er Maurice Guyot 100 km route, 10 h 38 min 31 s, 8e Edmond Guny, 91 km, 10 h 55 min 20 s, 14e Charles Guny, 87 km, 10 h 38 min
- Narbonne 28-29 mars 1970, 24 h de Narbonne, 1er Claude Facquet, 194,500 km, 2e Edmond Guny, 192 km, 4e Charles Guny, 190,7 km
- Luxembourg 25-26 avril 1970, 24 h du Luxembourg, 1er Josy Simon, 191,760 km, 9e Charles Guny, 174,880 km
- Conflans-Sainte-Honorine 1-2 mai 1970, Bol d'or de Chennevières, 1er Louis Lebaquer, 206,150 km, 24 h 02 min 05 s, 3e Edmond Guny 191,2 km, 24 h 25 min
- Rouen 9-10 mai 1970, 24 h de Rouen, 1er Karl Abolins, 205,160 km, 23 h 56 min 00 s, 8e Edmond Guny, 184,600 km, 9e Charles Guny, 184,400 km
- Besançon 20 septembre 1970, Championnat de France 100 km, 1er Guy Bailly, 9 h 58 min 02 s, Charles Guny et Edmond Guny participent mais non classés
- Narbonne 10-11 avril 1971, 24 h de Narbonne, 1er Émile Alomaine, 193,8 km, 3e Charles Guny, 178,6 km
- Luxembourg 17-18 avril 1971, Grand Prix du Luxembourg, 24 heures, 1er Charles Sowa, 214,505 km, 9e Edmond Guny, 188,650 km
- Conflans-Sainte-Honorine 1-2 mai 1971, Bol d'or de Chènevières, 24 heures, 1er Louis Lebaquer, 201,4 km, 4e Edmond Guny, 174,8 km, 7e Charles Guny 169,2 km
- Châlons-en-Champagne 22-23 mai 1971, 24 h de Chalons, 1er Josy Simon, 196,1 km, 5e Edmond Guny, 188,8 km, 11e Charles Guny, 170,6 km
- Roubaix 18-19 septembre 1971, 28 heures de Roubaix, 1er Josy Simon, 230,5 km, 2e Edmond Guny, 227,2 km, 11e Charles Guny, 206,8 km
- Dijon, 15-16 avril 1972, Circuit de la Vallée d'Ouche, 1er Robert Schoukens, 224 km, 25 h 16 min 25 s, 7e Charles Guny, 202 km, 25 h 45 min
- Chennevières, 30 avril, 1er mai 1972, Bol d'Or et 200 km Conflans Sainte-Honorine, 1er Roger Quéméner, 200 km, 22 h 25 min 51 s, 5e Edmond Guny, 192,6 km, 23 h 46 min 02 s
- Lausanne, 13-14 mai 1972, 24 h de Lausanne, 1er Josy Simon, 189,210 km, 23 h 58 min 20 s, 3e Edmond Guny, 182,07 km, 23 h 59 min 33 s, 5e Charles Guny, 174,93 km, 24 h 01 min
- Roubaix septembre 1972, 28 heures de Roubaix, 1er Roland Anxionnat, 245,2 km, 11e Edmond Guny, 207,5 km, 12e Charles Guny, 206,6 km
- Meru, 14-15 avril 1973, 200 km de Meru, 1er Roger Hennebois, 204 km, 22 h 26 min 40 s, 11e Charles Guny, 184,5 km, 23 h 53 min 15 s
- Conflans Sainte-Honorine, 28-29 avril 1973, Bol d'or de Chennevières, 1er Roger Quéméner, 200 km, 22 h 25 min 51 s, 11e Charles Guny, 174,8 km, 22 h 59 min 30 s
- Roubaix 22-23 septembre 1973, 28 heures de Roubaix, 1er Léon Demeulenaere, 229 km, 5e Edmond Guny, 213,9 km, 10e Charles Guny, 193,7 km
- Roubaix 21-22 septembre 1974, 28 heures de Roubaix, 1er Robert Rinchart, 255,2 km, 11e Edmond Guny, 195 km

## Sources
- La victoire en marchant, Guy Benamou, 1961.
- Paris-Strasbourg-Colmar à la marche de 1926 à aujourd'hui, Cercle des Sports de France, 2008.
- But et Club - Miroir des Sports 1959.
- L’athlétisme 1934-2001 organe officiel de la Fédération française d'athlétisme.
- Revue l'avesnois n°37, la victoire en 1959 d'un berlaimontois
- Vidéo INA : la plus longue marche - Les coulisses de l'exploit,13.07.1970